# Bohumil Fišer

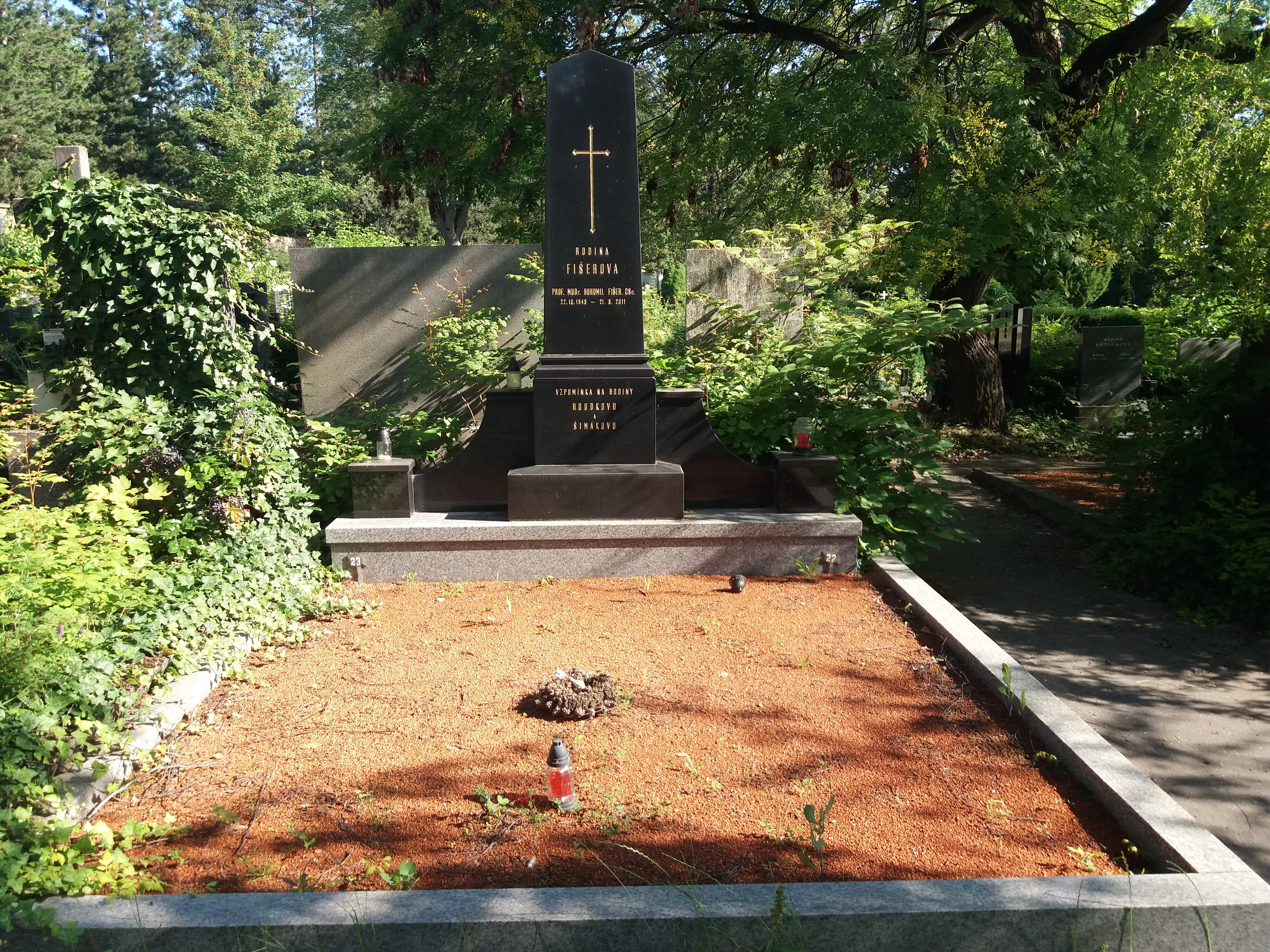
Hrob Bohumila Fišera na brněnském Ústředním hřbitově

Bohumil Fišer (22. října 1943 Brno – 21. března 2011 Brno) byl český lékař a politik. V letech 2000–2002 zastával funkci ministra zdravotnictví ve vládě Miloše Zemana.

## Lékař
Lékařství vystudoval v roce 1966. Poté pracoval především ve Fyziologickém ústavu Lékařské fakulty Masarykovy univerzity v Brně. Postupně se stal uznávaným odborníkem v oblasti výzkumu srdce a krevního oběhu, především prevence náhlé příhody srdeční (infarktu) a problematiky hypertenze. V roce 1989 se stal docentem, později (1995) profesorem Lékařské fakulty Masarykovy univerzity.
Po odchodu z funkce ministra se vrátil na akademickou půdu. Byl přednostou Fyziologického ústavu Lékařské fakulty Masarykovy univerzity, kde také přednášel.

## Politická kariéra
V mládí byl v letech 1966–1971 členem KSČ; V roce 1993 vstoupil do ČSSD. Kromě funkcí v městském výkonného výboru ČSSD v Brně byl také členem Zastupitelstva města Brna. Ve vládě Miloše Zemana zastával od 9. února 2000 do 12. července 2002 funkci ministra zdravotnictví. Jeho prvním náměstkem tehdy byl Michal Pohanka. V roce 2011 zveřejnil stať Politika z pohledu přírodovědce v knize Bohumil Fišer, Zdeněk Koudelka: Úvahy o politice, Joštova akademie: Brno 2011, ISBN 978-80-904880-0-7.